# دره ماسون
دره ماسون، روستایی از توابع بخش پادنا علیا شهرستان سمیرم در استان اصفهان ایران است.

## جمعیت
این روستا در دهستان پادنا علیا قرار دارد و بر اساس سرشماری مرکز آمار ایران در سال ۱۳۹۵، جمعیت آن ۱۷ نفر و ۵ خانوار بوده‌ است.